# UW Гончих Псов
UW Гончих Псов (лат. UW Canum Venaticorum) — двойная затменная переменная звезда типа W Большой Медведицы (EW) в созвездии Гончих Псов на расстоянии приблизительно 2797 световых лет (около 858 парсек) от Солнца. Звёздная величина диапазона CV звезды — от +15,1m до +14,5m. Орбитальный период — около 0,2925 суток (7,0193 часа).
Открыта Вальтером Бааде в 1926 году и Борисом Васильевичем Кукаркиным в 1957 году*, переклассифицирована Гжегожем Копацким и Анджеем Пигульским в 1995 году*.

## Характеристики
Первый компонент — жёлтый карлик спектрального класса G5. Радиус — около 1,09 солнечного, светимость — около 0,816 солнечной. Эффективная температура — около 5285 K.
Второй компонент — жёлтый карлик спектрального класса G. Эффективная температура — около 5889 K.